# 定常過程
定常過程（、英: stationary process）は時間や位置によって確率分布が変化しない確率過程である。

## 概要
定常過程では平均や分散も（もしあれば）時間や位置によって変化しない。例えば、ホワイトノイズは定常的である。しかし、シンバルを鳴らしたときの音は定常的ではなく、時間と共に音が弱まっていく。
定常性（Stationarity）は時系列の解析でも重要であり、時系列データを定常的なものに変換することがよく行われる。例えば、経済的データは季節による変動があったり、価格レベルに依存する。ある定常過程と1つ以上の過程に傾向（トレンド）が認められるとき、これら過程を「傾向定常的; trend stationary」であるという。このようなデータから定常的成分だけを抜き出して分析することを「傾向除去; de-trending」と呼ぶ。
離散時間の定常過程で、標本値も離散的（とりうる値が N 個に限定されている）な場合をベルヌーイ系（Bernoulli scheme）と呼ぶ。N = 2 の場合を特にベルヌーイ過程（Bernoulli process）と呼ぶ。

## 弱い定常性
弱い定常性（、英: weak-sense stationarity）は「平均と分散が時刻に依存しない」という確率過程の性質である。広義定常性（、英: wide-sense stationarity）、共分散定常性（、英: covariance stationarity）とも。
弱い定常性は確率過程の各時刻における期待値が時刻に依存せず、かつ、相関関数が時間差のみに依存するという条件で定義付けられる（⇒ #弱い定常性の定義、#弱い定常性の解釈）。
弱い定常性をもつ無作為信号を線型で時不変な（LTI）フィルタで処理するとき、相関関数を線型写像と考える。2つの引数の差にのみ依存するため、それは巡回演算子であり、その固有関数はフーリエ複素指数である。さらに、LTI演算子の固有関数も複素指数であり、弱い定常性をもつ無作為信号のLTI処理は非常に扱いやすい。全ての計算は周波数領域で実行できる。このため、弱い定常性仮定は信号処理アルゴリズムによく使われている。平均と共分散のある狭義の定常過程も弱い定常性をもつ。

### 弱い定常性の定義
弱い定常性の定義にあたり、以下のように記号を置く：
- 時刻 {\displaystyle t}
- 確率過程 {\displaystyle x(t)}
- 平均関数 {\displaystyle m_{x}(t)} : 確率過程 {\displaystyle x(t)} の各時刻における期待値（=平均）
- 相関関数 {\displaystyle R_{x}(t_{1},t_{2})} : 時刻 {\displaystyle t_{1}} と {\displaystyle t_{2}} のあいだの相関

弱い定常性をもつ確率過程は次の2つの条件を満たす：
- {\displaystyle \mathbb {E} \{x(t)\}=m_{x}(t)=m_{x}(t+\tau )\,\,\forall \,\tau \in \mathbb {R} }
- {\displaystyle \mathbb {E} \{x(t_{1})x(t_{2})\}=R_{x}(t_{1},t_{2})=R_{x}(t_{1}+\tau ,t_{2}+\tau )\,\,\forall \,\tau \in \mathbb {R} }

### 弱い定常性の解釈
弱い定常性は確率過程の平均と分散が時不変であることを意味する。
定義の第一条件は平均関数が定数であること {\displaystyle m_{x}(t)=\mu } を意味している。すなわち時刻に依らず期待値が一定である。定義の第二条件は相関関数が時間差のみに依存し時刻に依存しないことを意味している。従って弱い定常性をもつ確率過程の相関関数は時間差 {\displaystyle \tau =t_{1}-t_{2}} を用いて {\displaystyle R_{x}(\tau )} とも表記される。